# 大加伊 (阿赫特爾卡區)
50°16′18″N 35°3′35″E / 50.27167°N 35.05972°E
韋塞利-哈伊（烏克蘭語：Веселий Гай）是位於烏克蘭東北部的村莊，由蘇梅州奥赫蒂尔卡区的切爾內奇奇納市鎮負責管轄。該村處於奧赫季爾卡河畔，距離維索克1公里，海拔高度132米，2001年人口420。